# 8862 Takayukiota
8862 Takayukiota este un asteroid din centura principală, descoperit pe 18 octombrie 1991, de Satoru Ōtomo.